# Elijah Bryant
Elijah Brigham Bryant (Gwinnett, 19 aprile 1995) è un cestista statunitense.

## Statistiche

### College
| Anno      | Squadra      | PG | PT | MP   | TC%  | 3P%  | TL%  | RP  | AP  | PRP | SP  | PP   |
| --------- | ------------ | -- | -- | ---- | ---- | ---- | ---- | --- | --- | --- | --- | ---- |
| 2014-2015 | Elon Phoenix | 33 | 13 | 25,5 | 38,2 | 34,9 | 75,1 | 4,2 | 2,7 | 1,3 | 0,4 | 14,2 |
| 2016-2017 | BYU Cougars  | 23 | 9  | 24,7 | 42,6 | 27,8 | 79,6 | 3,6 | 2,2 | 0,9 | 0,3 | 11,7 |
| 2017-2018 | BYU Cougars  | 35 | 34 | 34,7 | 49,4 | 41,5 | 85,0 | 6,3 | 2,3 | 1,3 | 0,5 | 18,2 |
| Carriera  | Carriera     | 91 | 56 | 28,8 | 43,7 | 36,6 | 80,0 | 4,9 | 2,4 | 1,2 | 0,4 | 15,1 |

### NBA

#### Regular Season
| Anno       | Squadra         | PG | PT | MP   | TC%  | 3P%  | TL% | RP  | AP  | PRP | SP  | PP   |
| ---------- | --------------- | -- | -- | ---- | ---- | ---- | --- | --- | --- | --- | --- | ---- |
| 2020-2021† | Milwaukee Bucks | 1  | 0  | 32,0 | 46,2 | 20,0 | 100 | 6,0 | 3,0 | 0,0 | 1,0 | 16,0 |
| Carriera   | Carriera        | 1  | 0  | 32,0 | 46,2 | 20,0 | 100 | 6,0 | 3,0 | 0,0 | 1,0 | 16,0 |

### Eurolega
| Anno       | Squadra          | PG  | PT  | MP   | TC%  | 3P%  | TL%  | RP  | AP  | PRP | SP  | PP   |
| ---------- | ---------------- | --- | --- | ---- | ---- | ---- | ---- | --- | --- | --- | --- | ---- |
| 2019-2020  | Maccabi Tel Aviv | 27  | 15  | 19,8 | 49,2 | 41,7 | 69,2 | 2,9 | 2,0 | 0,9 | 0,1 | 8,4  |
| 2020-2021  | Maccabi Tel Aviv | 34  | 26  | 23,3 | 44,0 | 36,9 | 84,7 | 3,0 | 2,0 | 0,8 | 0,1 | 9,8  |
| 2021-2022† | Anadolu Efes     | 36  | 13  | 18,4 | 45,1 | 36,8 | 81,0 | 2,9 | 1,2 | 0,6 | 0,1 | 5,3  |
| 2022-2023  | Anadolu Efes     | 34  | 24  | 22,7 | 52,4 | 39,0 | 86,0 | 4,1 | 1,5 | 0,7 | 0,4 | 8,5  |
| 2023-2024  | Anadolu Efes     | 24  | 8   | 21,7 | 46,1 | 38,2 | 87,2 | 3,9 | 2,7 | 0,7 | 0,3 | 9,7  |
| 2024-2025  | Anadolu Efes     | 38  | 31  | 27,0 | 44,4 | 36,5 | 90,0 | 4,2 | 3,1 | 1,2 | 0,2 | 13,8 |
| Carriera   | Carriera         | 193 | 117 | 22,4 | 46,4 | 37,9 | 86,3 | 3,5 | 2,1 | 0,8 | 0,2 | 9,3  |

## Palmarès

### Squadra
- Campionato israeliano: 1

Maccabi Tel Aviv: 2019-20
- Campionato NBA: 1

Milwaukee Bucks: 2021
- Campionato turco: 1

Anadolu Efes: 2022-23
- Coppa di Turchia: 1

Anadolu Efes: 2022
- Coppa di Lega israeliana: 1

Maccabi Tel Aviv: 2020
- Coppa del Presidente: 2

Anadolu Efes: 2022, 2024
- Eurolega: 1

Anadolu Efes: 2021-22

### Individuale
- All-Israeli League First Team: 1

Hapoel Eilat: 2018-19
- MVP Coppa del Presidente:1

Anadolu Efes: 2024